# Сен-Венсан (Італія)
Сен-Венсан (фр. Saint-Vincent) — муніципалітет в Італії, у регіоні Валле-д'Аоста.
Сен-Венсан розташований на відстані близько 580 км на північний захід від Рима, 26 км на схід від Аости.
Населення — 4742 особи (2014).
Щорічний фестиваль відбувається 22 січня. Покровитель — Святий Вікентій Сарагоський.

## Демографія
Населення за роками:

Станом на 1 січня 2023 року в муніципалітеті офіційно проживало 378 іноземців з 49 країн, серед них 149 громадян країн Євросоюзу та 8 громадян України.

## Сусідні муніципалітети
- Аяс
- Брюссон
- Шатійон
- Емарез
- Монжове